# Believe It or Not, Joe's Walking on Air
Believe It or Not, Joe's Walking on Air (titulado Te lo creas o no, Joe anda por los aires en España y Joe se siente mucho con sus piernas en Hispanoamérica) es el tercer episodio de la sexta temporada de la serie Padre de familia emitido el 7 de octubre de 2007 a través de FOX. 
El episodio está escrito por Andrew Goldberg y dirigido por Julius Wu y recibió críticas positivas por parte de los críticos respecto al argumento y las referencias culturales. De acuerdo con la cuota de pantalla Nielsen, fue visto por 8,4 millones de televidentes.
La trama se centra en Joe Swanson, quien consciente de que Bonnie se siente frustrada al estar casada con una persona discapacitada decide someterse a un trasplante de piernas con las que consigue andar por primera vez en años. Sin embargo la actitud de Joe empieza a cambiar para peor.

## Argumento
Peter, Cleveland, Joe y Quagmire deciden construir su propio local "solo para hombres" después de que sus respectivas mujeres (incluida Bernice, la primera novia de Cleveland desde su divorcio con Loretta) hayan hecho suyo La Almeja.
La inauguración del nuevo local resulta ser un éxito a pesar de la endeble estructura de la que está construida. No obstante Lois y las demás deciden apuntarse también para pesar de Peter al ver que los hombres empiezan a disfrutar de compañía femenina salvo Joe, el cual empieza a sentirse culpable al no poder bailar con Bonnie debido a su discapacidad por lo que decide someterse a una operación experimental que podría darle movilidad a sus piernas después de tanto tiempo.
Tras el éxito de la operación Joe empieza a disfrutar por primera vez en años e invita a sus amigos a realizar todo tipo de actividades físicas a pesar del mal estado de forma de estos, que acaban siendo reemplazados por otros. Por otra parte abandona a Bonnie, acto que indigna a Peter, el cual acuerda con sus amigos dejarle como estaba, pero el resultado resulta infructuoso debido a los conocimientos de defensa personal de Joe que termina por dejar K.O. a los tres hasta que Bonnie coge su pistola e intenta (con mala puntería) lesionar a Joe en la columna. Finalmente, este le pide el arma y decide autolesionarse volviendo a ser el de antes. Al final del episodio, los cuatro regresan visiblemente heridos a La Almeja donde Joe se disculpa por haber tratado mal a sus seres queridos.

## Producción
El episodio fue escrito por Andrew Goldberg siendo su primer trabajo para quien más tarde sería asistente de creación junto a MacFarlane. Según palabras de David A. Goodman: "hizo un buen trabajo". Más adelante se encargaría del argumento del episodio The Juice Is Loose junto a Julius Wu, antiguo miembro del equipo de producción de la serie durante la quinta temporada. Peter Shin y James Purdum fueron acreditados como directores de supervisión.